# Alejandro de la Sota Martínez
|  | Aquest article tracta sobre l'arquitecte gallec. Si cerqueu el dirigent esportiu basc, vegeu «Alejandro de la Sota Eizaguirre». |

Alejandro de la Sota Martínez (Galícia, 1913 - 1996) fou un arquitecte gallec.

## Biografia
Va néixer a Pontevedra, Galícia. Va estudiar matemàtiques a la Universitat de Santiago de Compostel·la. Es va graduar a la Universitat Politècnica de Madrid el 1941.
De 1956 a 1972, va ser professor a la Universitat Politècnica de Madrid.
Després de graduar-se, de la Sota va continuar vivint a Madrid, tot i que va mantenir vincles amb la seva Galícia natal. Va ser un impulsor de la industrialització de la construcció a la dècada del 1960. El seu gimnàs de l'escola Maravillas de 1961 va ser el primer edifici amb estructura d'acer de Madrid. Els edificis de Dora combinen el rigor geomètric amb la sinceritat constructiva i una audàcia estructural de la forma que encara avui sorprèn.

## Premis i guardons
De la Sota va rebre el Premi Nacional d'Arquitectura i la Medalla d'Or del Consell d'Arquitectes.

## Obres
- Edifici Cruz Gallástegui, Missió Biològica de Galícia (1949) (Pontevedra)
- Gobierno Civil (Tarragona) (1956-1963)
- Talleres Aeronàuticos TABSA (Madrid) (1957-1958)
- Gimnasio del Colegio Maravillas (Madrid) (1961)
- Bloc de cases (Salamanca) (1963)
- Residencial César Carlos (Madrid) (1967)
- Residència d'Estiu Infantil (Miraflores de la Sierra) (1957-1959)
- Planta de processament de productes làctics de CLESA (Madrid) (1963)
- Cases al carrer del Prior (Salamanca) (1962-1963)
- Edifici Industrial CENIM (Madrid) (1965-1967)
- Pavelló Esportiu Municipal de Pontevedra (1966)
- Residència Provincial Caja d'Ahorros (Ourense) (1966-1967)
- Aules i Seminaris de la Universitat (Sevilla) (1972)
- Centre de càlcul de Correus (Madrid) (1973-1976)
- Banco Pastor (Pontevedra) (1974)
- Edifici de Correus i Telecomunicacions (Lleó) (1980-1983)
- Edifici Caixa Postal d'Estalvis (Madrid) (1986-1989)
- Biblioteca Universitària (Santiago de Compostel·la) (1990)
- Edificis judicials (Saragossa) (1991-1993)
- Redisseny i restauració de l'edifici insular del Cabildo (Las Palmas) (1994)

## Galeria
- Exterior del gimnàs de l'Escola Maravillas (Madrid)
- Interior de l'Escola Maravillas  Gymnasium
- Pavillón Municipal dos Deportes (Pontevedra)
- Govern Civil (Tarragona)